# Sân bay quốc tế Palm Springs
Sân bay quốc tế Palm Springs (IATA: PSP, ICAO: KPSP, LID FAA: PSP) là một sân bay có cự ly 3 km về phía đông trung tâm thương mại thành phố Palm Springs, quận Riverside, tiểu bang California, Hoa Kỳ. Sân bay phục vụ vùng đô thị Inland Empire của Nam California. Sân bay có diện tích 940 mẫu Anh (380 ha) và có hai đường băng. Đây là sân bay có tính mùa vụ cao vì nhiều chuyến bay không hoạt động trong mùa hè.

## Hãng hàng không và tuyến bay

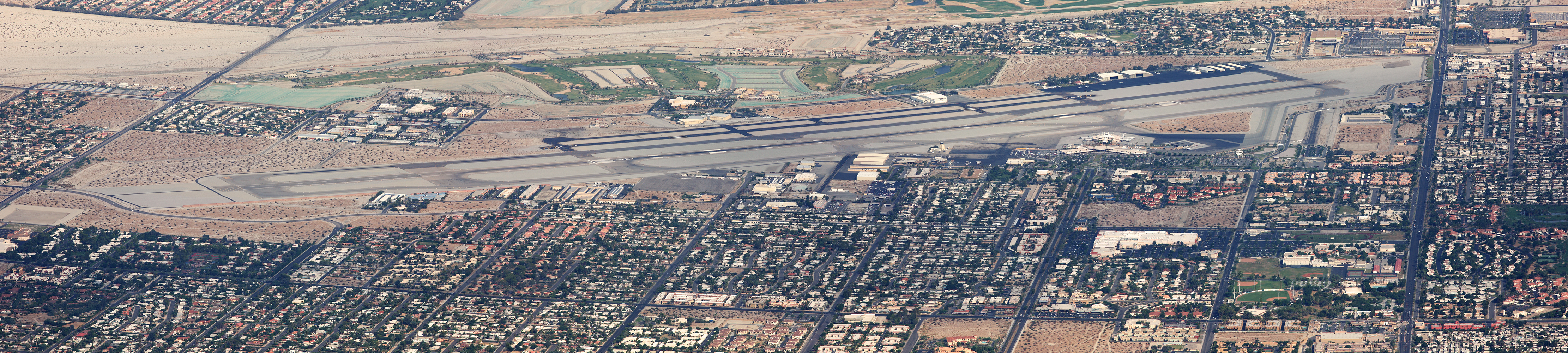
Sân bay quốc tế Palm Springs

| Hãng hàng không                                | Các điểm đến                                                                                         |
| ---------------------------------------------- | --- |
| Alaska Airlines                                | San Francisco, Seattle/Tacoma Theo mùa: Portland (OR)                                                |
| Alaska Airlines vận hành bởi Horizon Air       | Sacramento                                                                                           |
| Allegiant Air                                  | Theo mùa: Bellingham                                                                                 |
| American Airlines                              | Dallas/Fort Worth Theo mùa: Chicago-O’Hare                                                           |
| Delta Air Lines                                | Theo mùa: Minneapolis/St. Paul                                                                       |
| Delta Connection vận hành bởi SkyWest Airlines | Salt Lake City                                                                                       |
| Sun Country Airlines                           | Theo mùa: Minneapolis/St. Paul                                                                       |
| United Airlines                                | Theo mùa: Chicago-O’Hare, Denver                                                                     |
| United Express vận hành bởi SkyWest Airlines   | Denver, Las Vegas, Los Angeles, San Francisco Theo mùa: Houston-Intercontinental [từ ngày 6/11/2011] |
| US Airways Express vận hành bởi Mesa Airlines  | Phoenix                                                                                              |
| WestJet                                        | Calgary Theo mùa: Edmonton, Toronto-Pearson, Vancouver, Winnipeg [begins December 15]                |